# John Graham Nicholls

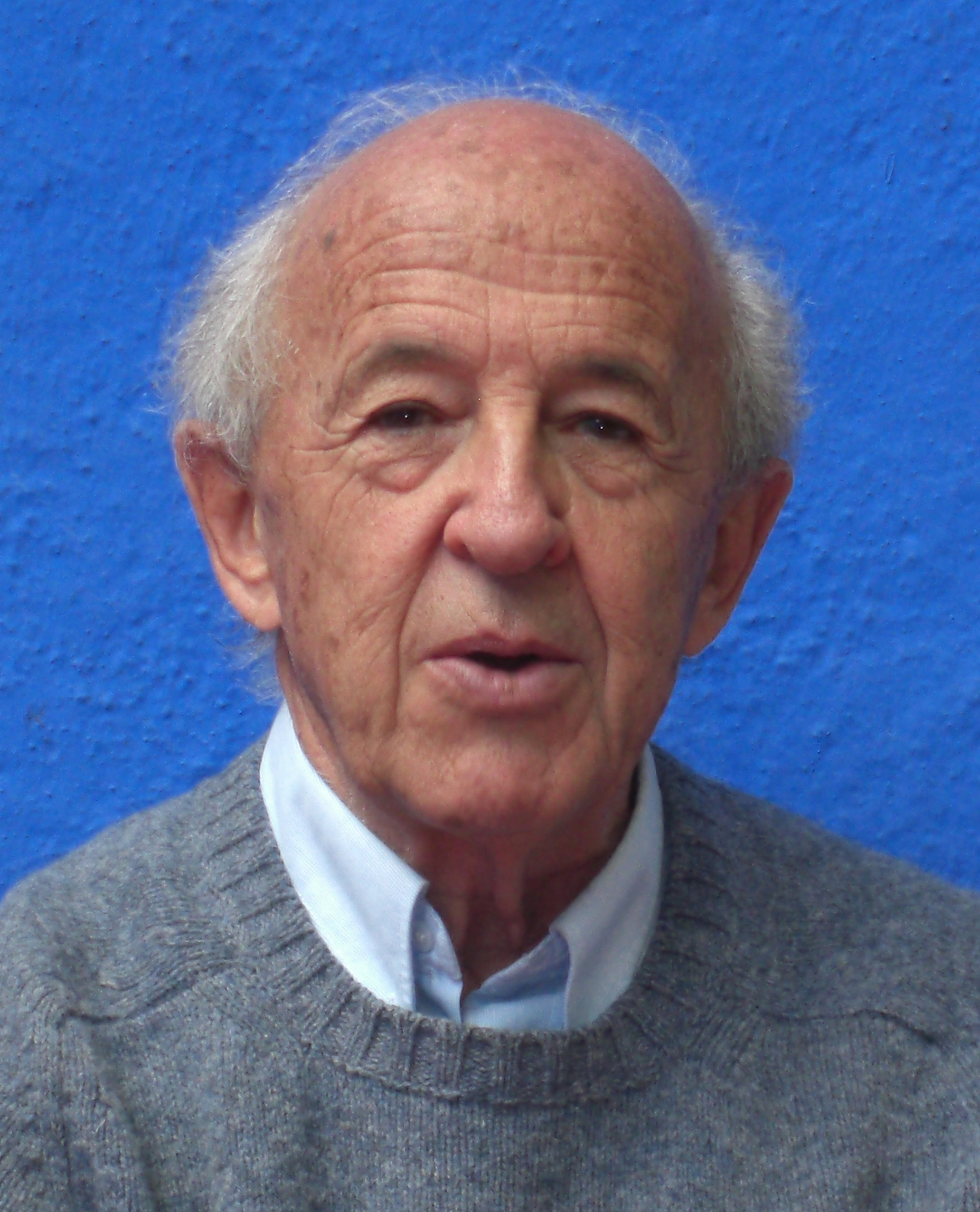
John Graham Nicholls (2007)

John Graham Nicholls  (* 19. Dezember 1929 in London; † 13. Juli 2023 in Triest) war ein britisch-schweizerischer Arzt und Physiologe.

## Leben
John G. Nicholls war ein Professor für Physiologie. 
Er promovierte am Charing Cross Hospital zum Dr. med. und erhielt im Jahr 1955 seinen PhD am Department of Biophysics des University College London. Anschliessend arbeitete er am University College London sowie den Universitäten Oxford, Harvard, Yale und Stanford. 1983 wurde er zum Professor für Pharmakologie ans Biozentrum der Universität Basel berufen. Seit seiner Emeritierung im Jahr 1998 war er Professor für Neurobiologie am SISSA (International School for Advanced Studies) in Triest. 
Zu seinen Ehren benannte die International Brain Research Organization (IBRO) ein Forschungsstipendium nach ihm. Darüber hinaus war er Mitglied der Royal Society.

## Wirken
John G. Nicholls war für seine Forschungen auf dem Gebiet der Neurobiologie bekannt. Er untersuchte die synaptische Übertragung in Nervensystemen von Wirbellosen und Säugetieren sowie das Problem, warum sich Neuronen des Gehirns und Rückenmarks nach einer Verletzung nicht mehr regenerieren können. Für seine Studien entwickelte er eine neuartige Methode zur Präparation des zentralen Nervensystems (ZNS) von Säugetieren, die eine Untersuchung der Mechanismen des Neuriten-Wachstums und ZNS-Regeneration erlaubte. Mithilfe dieser Methode konnte er zeigen, dass in sehr jungen Tieren eine komplette Wiederherstellung der Funktion möglich ist. In den letzten Jahren beschäftigte er sich damit, wie der Atmungsrhythmus durch das Nervensystem erzeugt wird. Zudem war er der Hauptautor des Buches „From Neuron to Brain“, das bereits in der fünften Auflage erschien.

## Auszeichnungen
- 1988 Mitglied der Royal Society[3]
- 1990 Mitglied der Academia Europaea[4]
- 2003 John Nicholls Fellowship[5]
- 2007 D.Sc. Honoris Causa, Universität Triest[6]
- 2010 Award for Education in Neuroscience[7]
- 2011 Gestiftete John G. Nicholls Lecture[8]

## Publikationen (Auswahl)
- Muller KJ, Tsechpenakis G, Homma R, Nicholls JG, Cohen LB, Eugenin J: Optical analysis of circuitry for respiratory rhythm in isolated brainstem of foetal mice. In: Philosophical Transactions of the Royal Society of London. Series B, Biological Sciences. 364. Jahrgang, Nr. 1529, September 2009, S. 2485–91, doi:10.1098/rstb.2009.0070, PMID 19651650, PMC 2865113 (freier Volltext).
- Nicholls JG, Baylor DA: Specific modalities and receptive fields of sensory neurons in CNS of the leech. In: Journal of Neurophysiology. 31. Jahrgang, Nr. 5, September 1968, S. 740–56, PMID 5711143.
- Kuffler SW, Nicholls JG, Orkand RK: Physiological properties of glial cells in the central nervous system of amphibia. In: Journal of Neurophysiology. 29. Jahrgang, Nr. 4, Juli 1966, S. 768–87, PMID 5966434.
- Nicholls J, Saunders N: Regeneration of immature mammalian spinal cord after injury. In: Trends. 19. Jahrgang, Nr. 6, Juni 1996, S. 229–34, PMID 8761958 (elsevier.com).